# Gerald Lawrence
Gerald Lawrence (23 de marzo de 1873-16 de mayo de 1957) fue un actor de nacionalidad británica.
Nacido y fallecido en Londres, Inglaterra, estuvo casado con las actrices Fay Davis, Madge Compton y Lilian Braithwaite. Fruto de su matrimonio con la última de ellas nació la también actriz Joyce Carey.

## Selección de su filmografía
- The Harbour Lights (1914)
- Enoch Arden (1914)
- The Romany Rye (1915)
- A Bunch of Violets (1916)
- The Glorious Adventure (1922)
- The Iron Duke (1934)